# HM Prison Perth

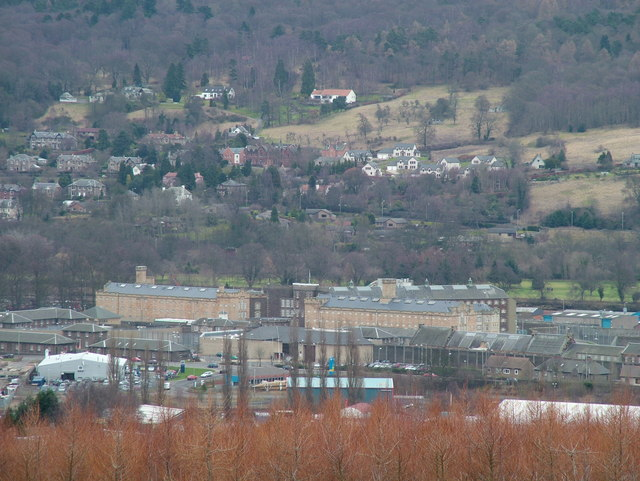
Blick über das HM Prison Perth

Das HM Prison Perth ist ein Gefängnis in der schottischen Stadt Perth in der Council Area Perth and Kinross. Es befindet sich südlich des Stadtzentrums nahe dem rechten Tay-Ufer. Verschiedene Gebäude der Einrichtung sind denkmalgeschützt. So sind der Hauptblock mit den Blöcken A und B das Aultbea House sowie das ehemalige Wärterhaus in den schottischen Denkmallisten als Denkmäler der höchsten Denkmalkategorie A klassifiziert. Das ehemalige Wachthaus ist hingegen ein Kategorie-B-Denkmal.
Das HM Prison Perth ist das älteste, durchgehend bis heute betriebene Gefängnis Schottlands. Heute besitzt es eine Kapazität zur Unterbringung von 630 männlichen Gefangenen. Diese wurden vornehmlich in Perth and Kinross, Dundee, Angus oder Fife verurteilt. Das Gefängnis nimmt sowohl Inhaftierte mit langen als auch mit kurzen Haftstrafen auf.

## Geschichte
Das Gefängnis wurde zwischen 1810 und 1812 zur Inhaftierung Kriegsgefangener aus den Napoleonischen Kriegen errichtet. Das benötigte Grundstück wurde zuvor von der Familie Moncrieff erworben. Für den Entwurf der Gebäude zeichnet der schottische Architekt Robert Reid verantwortlich. Zu Kriegszeiten waren dort rund 7000 französische Kriegsgefangene untergebracht. Insassen war es erlaubt einfache Produkte herzustellen, die wöchentlich an die Bevölkerung verkauft wurden. Offiziere wurden nicht im HM Prison Perth inhaftiert, sondern wurde gegen die Zusicherungen, Fluchtversuche zu unterlassenn bei Familien innerhalb der Stadt untergebracht. Nach Kriegsende 1815 wurden sämtliche Gefangenen in die Heimat zurückgeführt.
Zwischen 1815 und 1839 wurden die Gebäude als Zeughaus verwendet. In diesem Jahr wurde mit der Erweiterung der Einrichtung begonnen. Mit Fertigstellung des Blocks C im Folgejahr wurde sie als Gefängnis wiedereröffnet. Ab 1922 diente das HM Prison Perth im Wesentlichen als Aufnahme- und Durchgangsstation für das Gefängnis von Dundee, weshalb Teile temporär geschlossen waren. Erst mit der Schließung des Gefängnisses von Dundee im Jahre 1927 wurde das HM Prison Perth wieder voll genutzt. Am Standort der heutigen Küche befand sich einst ein Teil von Block B, der 1948 nach einem Brand abgebrochen wurde. Der zentrale Wachtturm wurde 1965 abgebrochen. In diesem Jahr wurde auch ein neues Gebäude zur Durchführung von Exekutionen fertiggestellt, das jedoch mit der Abschaffung der Todesstrafe im Vereinigten Königreich im selben Jahr obsolet wurde. Nachdem es noch einige Jahrzehnte als Trainingsgebäude gedient hatte, wurde es 2006 schließlich abgebrochen.
Nach dem Verbot öffentlicher Hinrichtungen im Vereinigten Königreich im Jahre 1868 wurde zwei Jahre später die erste nicht-öffentliche Hinrichtung im Vereinigten Königreich im HM Prison Perth vorgenommen. Hingerichtet wurde George Chalmers. Um 1914 war das HM Prison Perth das einzige Gefängnis des Landes, in dem im Hungerstreik befindliche Suffragetten zwangsernährt wurden.